# Burrell Smith
Pour les articles homonymes, voir Smith.
Burrell Carver Smith (né le 16 décembre 1955 dans l'Upstate New York) est un ingénieur, qui lorsqu'il était employé par Apple a conçu les circuits imprimés du premier Macintosh. Il fut l'employé #282, embauché en février 1979 initialement comme technicien chargé de réparer des Apple II.
Burrell attira l'attention de Bill Atkinson lorsqu'il l'aida à ajouter, de manière innovante, plus de mémoire à un Apple II. À la suite de cela, Bill le recommanda à Jef Raskin qui était à la recherche d'un ingénieur matériel pour l'aider pour le tout nouveau projet Macintosh.
Il quitta Apple en 1985, à la suite de conflits internes.
Selon le livre Steve Jobs, après avoir quitté Apple, il a souffert de trouble bipolaire et d'une schizophrénie.
Il est le cofondateur de  Radius Corp, et est aujourd'hui retraité et vit à  Palo Alto.